# Trojane
Trojane so razloženo naselje v Občini Lukovica, 8 kilometrov jugozahodno od Vranskega. 

## Lokacija
Razloženo naselje z zaselki se nahaja na višini okoli 561 m.n.m., pod 609 m visokim prelazom Učak, ob magistralni cesti Ljubljana-Celje.
Na prometni točki ob cestnem križišču proti Zagorju ob Savi so se razvili objekti izletniškega turizma. Čez naselje vodi Evropska pešpot E-6. Na prelazu Trojane je razvodje med Savo, Kamniško Bistrico in Savinjo.

## Etimologija
Ime je v pozni antiki zapisano kot Atrans (v 6. sklonu latinščine Atrante). Iz latiniziranega romanskega refleksa starosaksonske oblike je prevzeto slovansko Trǫdь, česar množinsko prebivalsko ime (etnonim) Trǫd'ane se je razvilo v današnje Trojáne. Naše ime torej prvotno pomeni 'prebivalci kraja Trǫdь'. Vzglasni antični a- se je obrusil, ker so ga napačno razumeli kot latinski predlog ā(b) v pomenu 'od' ali kot del predloga ad v pomenu 'pri, k'. Antično ime Atrans etimološko ni pojasneno, vsekakor pa je predlatinsko. V starih listinah je ime kraja zapisano leta 1229 in latere ville Troye, okoli leta 1400 am Troyn, 1466 vber den Troyan in 1496 Troyan.

## Zgodovina
V antiki je tod potekala rimska cesta, ki je povezovala Italijo
s Panonijo. Na Trojanah so Rimljani postavili municipij (poštno postajo)
Atrans in vojaško postojanko ob meji rimske države z obmejno provinco Norik. To je bilo v 2. stoletju n.š. Postojanko je oklepal obrambni zid, ki je potekal ob sedanjih zaselkih V Zideh in Podzidu. Na rimsko naselje, ki so ga verjetno porušili Huni, spominjajo arheološke najdbe. Slovenska naselbina se prvič omenja leta 1228. Za časa Napoleonove Ilirije je bil tu glavni carinski urad.
Razdejano rimsko cesto, ki ni ubirala sedanje trase, temveč se je spustila čez Zaplanino in Presedlje po pobočjih Čemšeniške planine v Tabor v Savinjski dolini so v 17. stoletju popravili, ker sta se razvila trgovina in promet med Kranjsko in Štajersko. Okoli leta 1720 so trasirali novo cesto Dunaj-Trst po trasi prek Trojan, kakršno poznamo danes.

### Arheologija
Zametki poselitve naj bi segali v prazgodovino. Rimskodobna naselbina se je širila južno od današnje ceste, delno pod temelji današnjega naselja in se spuščala po terasah južnega pobočja. Drobne najdbe izvirajo od sredine 1. do zgodnjega 4. stol.n.št., odkrit je bil lončarski obrat s pečema in sušilnico za keramiko. Grobišče je bilo zahodno od naselbine. Posebej so zanimivi skromni ostanki enega ali celo dveh bronastih kipov konj, morda delov konjeniških portretov vladarjev. Večje število rimskih kamnitih spomenikov z napisi je vzidanih v hišah na Trojanah, V Zideh in zaselkih Podzid, 
Šentožboltu, in Hrastniku pri Trojanah. Večja vladarska gradnja je omenjena na odlomljenem napisu iz časa Marka Avrelija.

### Ilirske province
V času Ilirskih provinc so na prelazu Učak (609 mnm) rokovnjači napadli kolono Napoleonovih vojakov in ubili 5 častnikov. Ob dvestoletnici tega dogodka so ob glavni cesti Ljubljana - Celje odkrili spominski obelisk. Slovesnosti in odkritja spomenika, 19. junija 2009, sta se udeležila tudi francoska veleposlanica v Sloveniji Chantal de Bourmont ter domačin, nekdanji predsednik državnega zbora France Cukjati.

### NOB
Med narodnoosvobodilno borbo je 1. aprila 1942 Štajerski partizanski bataljon napadel nemško žandarmerijsko postojanko in se po bitki umaknil na Čemšeniško planino. V začetku oktobra 1943 je 
Šlandrova brigada pri Trojanah uničila nemško patruljo.